# Alain Valente

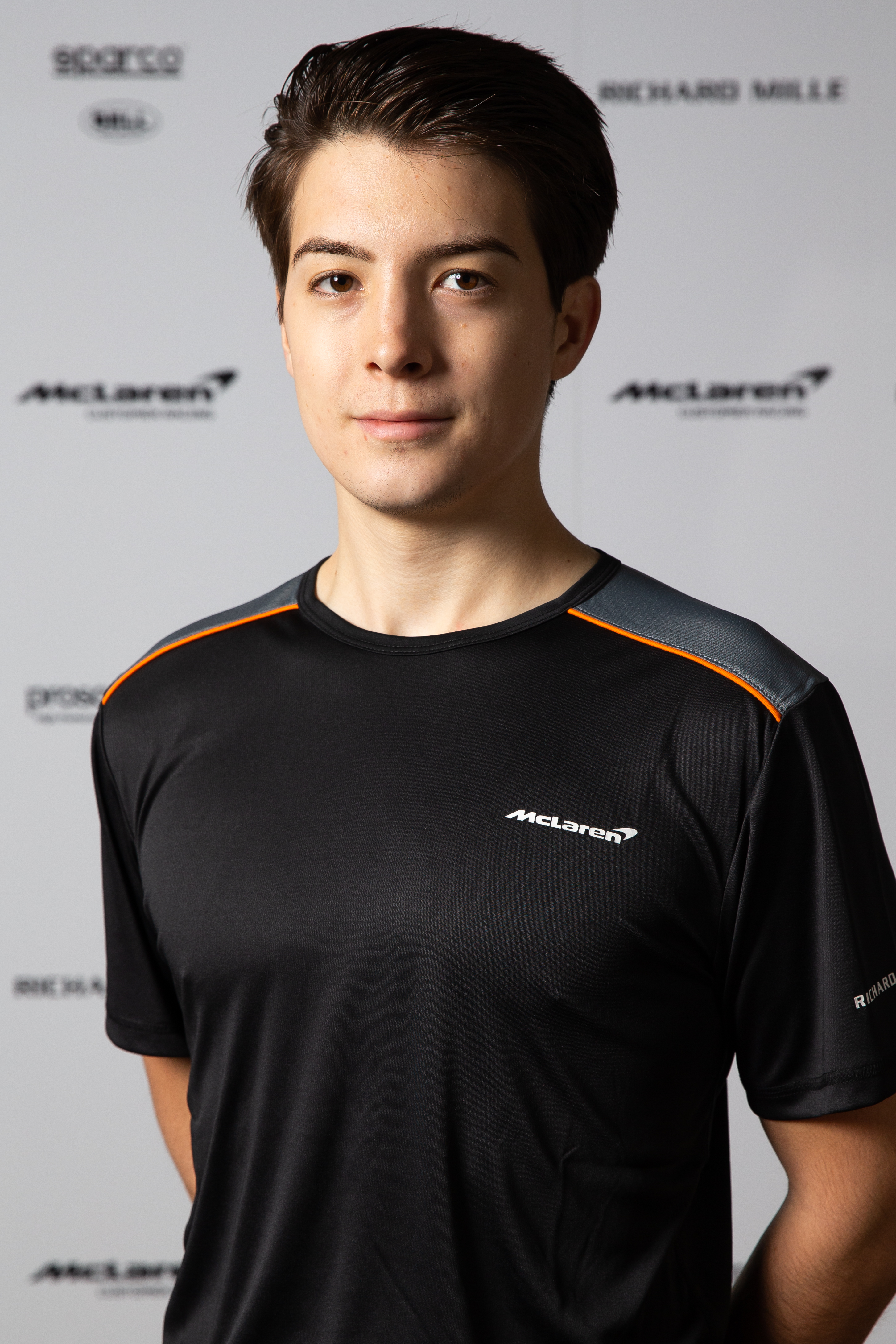
Alain Valente (2019)

Alain Valente (* 29. November 1996 in Bern) ist ein Schweizer Automobilrennfahrer. 

## Karriere
Alain Valente begann seine Karriere mit 7 Jahren im Kartsport. Im Jahr 2014 wechselte er in die italienische Formel-4-Meisterschaft, wo er einen 5. Gesamtrang erringen konnte, in der folgenden Saison wechselte er in die Deutsche Formel-4-Meisterschaft. In den Jahren 2016–2018 bestritt er verschiedene GT-Meisterschaften, unter anderem die Lamborghini Blancpain Super Trofeo. 2017 erreichte er einen siebten Gesamtrang in der italienischen GT-Meisterschaft. In der Saison 2019 bestritt er die ADAC GT4 Germany zusammen mit dem Team GT und Felix von der Laden, in einem McLaren 570S GT4.
Ende 2019 wurde der Berner in das McLaren Driver Development Programm aufgenommen, seit 2020 startet er in der britischen GT-Meisterschaft.

## Statistik

### Karrierestationen
- 2003–2013: Kartsport
- 2014: Italienische Formel-4-Meisterschaft (Platz 5)
- 2015: Deutsche Formel-4-Meisterschaft (Platz 30)
- 2015: Lamborghini Blancpain Super Trofeo, Pro-Am (Platz 16)
- 2016: Lamborghini Super Trofeo Europe, Pro-Am (Platz 14)
- 2016: Lamborghini Super Trofeo Europe, Pro (Platz 18)
- 2017: Italienische GT-Meisterschaft (Platz 7)
- 2018: GT4 Central European Cup, Pro Am (Platz 20)
- 2019: ADAC GT4 Germany (Platz 11)